# Rząd Pedera Kolstada

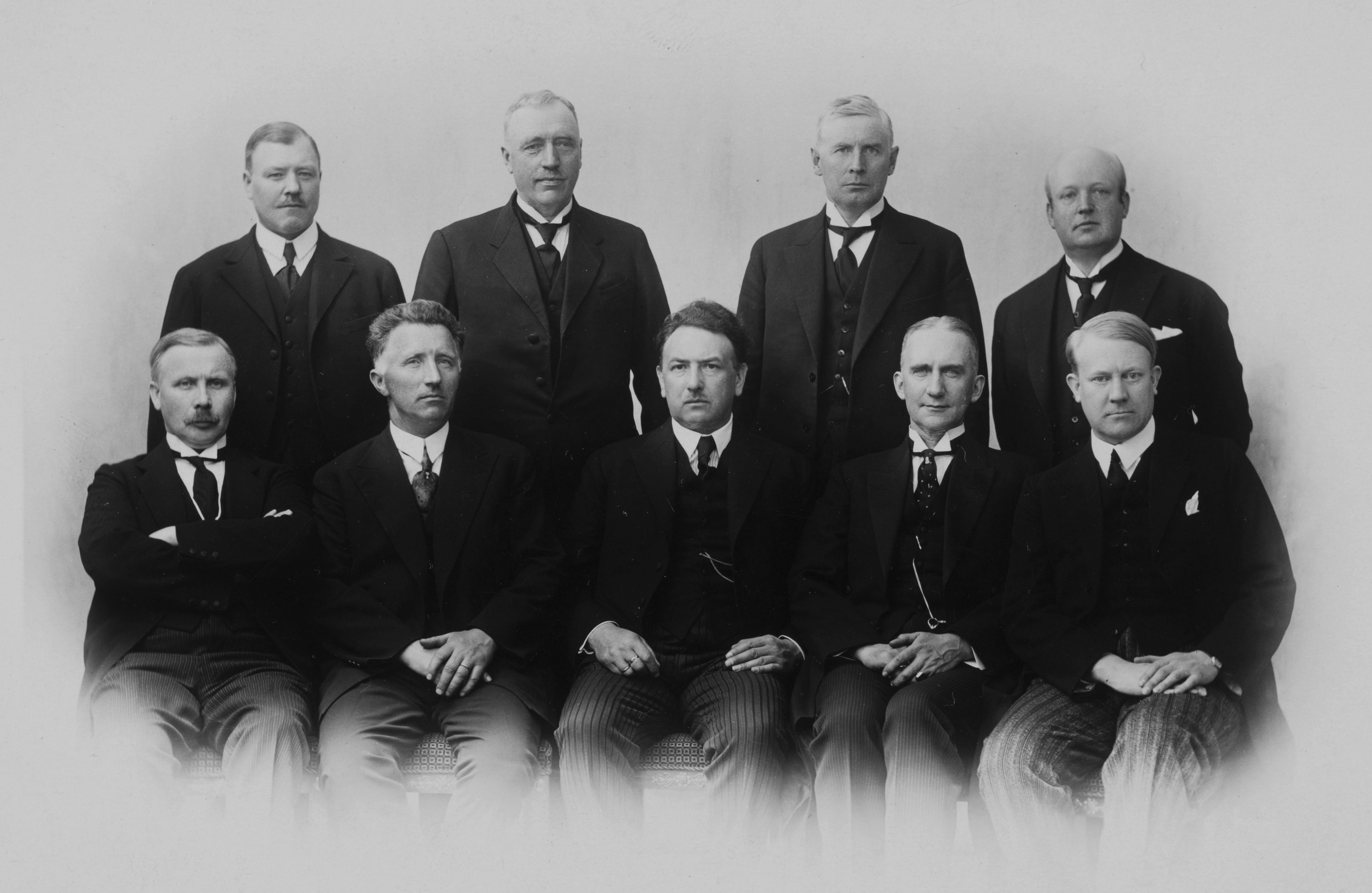
Zdjęcie gabinetu Pedera Kolstada (premier trzeci od lewej w dolnym rzędzie), 1931

Rząd Pedera Kolstada – rząd mniejszościowy Partii Chłopskiej powołany 12 maja 1931 roku. 
Peder Kolstad (1878–1932) objął stanowisko premiera po dyskredytacji rządu Johana Ludwiga Mowinckela (1870–1943). Po śmierci Kolstada 5 marca 1932 roku, 14 marca stanowisko premiera objął Jens Hundseid (1883–1965).

## Skład rządu
Źródło:
| Pozycja w rządzie            | Polityk                | Od             | Do             |
| ---------------------------- | ---------------------- | -------------- | -------------- |
| Premier                      | Peder Kolstad          | 12 maja 1931   | 1 lutego 1932  |
| Premier                      | Birger Braadland (p.o) | 1 lutego 1932  | 29 lutego 1932 |
| Premier                      | Nils Trædal (p.o)      | 29 lutego 1932 | 10 marca 1932  |
| Premier                      | Birger Braadland (p.o) | 10 marca 1932  | 14 marca 1932  |
| Minister spraw zagranicznych | Birger Braadland       | 12 maja 1931   | 29 lutego 1932 |
| Minister spraw zagranicznych | Nils Trædal (p.o.)     | 19 lutego 1932 | 10 marca 1932  |
| Minister spraw zagranicznych | Birger Braadland       | 10 marca 1932  | 14 marca 1932  |
| Minister Kościoła i edukacji | Nils Trædal            | 12 maja 1931   | 14 marca 1932  |
| Minister sprawiedliwości     | Asbjørn Lindboe        | 12 maja 1931   | 14 marca 1932  |
| Minister obrony              | Vidkun Quisling        | 12 maja 1931   | 14 marca 1932  |
| Minister finansów            | Peder Kolstad          | 12 maja 1931   | 1 lutego 1932  |
| Minister finansów            | Jon Sundby             | 1 lutego 1932  | 14 marca 1932  |
| Minister handlu              | Per Larssen            | 12 maja 1931   | 14 marca 1932  |
| Minister pracy               | Rasmus Langeland       | 12 maja 1931   | 14 marca 1932  |
| Minister rolnictwa           | Jon Sundby             | 12 maja 1931   | 25 lutego 1932 |
| Minister rolnictwa           | Ivar Kirkeby-Garstad   | 25 lutego 1932 | 14 marca 1932  |
| Minister spraw społecznych   | Jakob Vik              | 12 maja 1931   | 14 marca 1932  |

## Historia rządu
Peder Kolstad został mianowany premierem przez króla Haakona VII 11 maja 1931 roku ze skutkiem od 12 maja 1931 roku od godz. 14.00. Kolstad postanowił połączyć stanowisko premiera z ministrem finansów. Wzmocniło to jego rolę szefa rządu, ale jednocześnie zajmowało wiele czasu. Kolstad postanowił rozwiązać problemy gospodarcze za pomocą surowej polityki oszczędnościowej, co utrudniało spełnienie oczekiwań wobec rządu. Rząd Kolstada zadecydował także o zerwaniu ze standardem złota i wprowadzeniu płynnego kursu walutowego.
Rząd Kolstada musiał zmierzyć się również z konfliktami pracowniczymi – w czerwcu 1931 roku użył wojska dla ochrony pracowników kontraktowych w zakładzie Norsk Hydro w Menstad pod Skien (tzw. „bitwa pod Menstad”). Użycie siły wzmogło krytykę polityczną ministra obrony Vidkuna Quislinga (1887–1945), który jednak nie odgrywał głównej roli w tej sprawie.
Aby wesprzeć norweskich rolników, gabinet zaproponował, aby margaryna sprzedawana w Norwegii zawierała pewien procent masła. Zostało to zalegalizowane przez parlament w czerwcu 1923 roku. Gabinet zaproponował również zwiększenie dotacji dla rolników, którzy produkowali kukurydzę. Partia Liberalna początkowo sprzeciwiała się wzrostowi dotacji, ale w końcu osiągnięto kompromis. Wśród działań, które podjął rząd Kolstada była również ustawa o wzroście cen zbóż.
Rząd Kolstada musiał zająć się także prywatną norweską okupacją wschodniej Grenlandii. Pod naciskiem partii, Partii Chłopskiej i innych, rząd – wbrew woli Kolstada – postanowił wesprzeć okupację.
Problemy rządu odbiły się na zdrowiu Kolstada, który zachorował w połowie stycznia 1932 roku i był hospitalizowany. 1 lutego obowiązki premiera przejął Birger Braadland. Kolstad zmarł na zakrzepicę 5 marca 1932 roku. 
14 marca 1932 rząd został zrekonstruowany i stanowisko premiera objął Jens Hundseid.